# Hnědásek chrastavcový
Hnědásek chrastavcový (Euphydryas aurinia) je motýl z čeledě babočkovitých (Nymphalidae).

## Popis
Motýli dosahují rozpětí křídel 35-38 milimetrů.
V horách mají motýli odlišné zbarvení. Jsou mnohem menší a mají vedle světlejších barev také významně menší pestrost zbarvení. Tmavě hnědá základní barva dominuje. Nicméně nejedná se o poddruhy, protože v závislosti na nadmořské výšce probíhá kontinuální změna. Ta je ovlivněna různými podmínkami prostředí. Housenky horských forem jsou rovněž zbarveny rozdílně: jsou více černé a na sobě jen velmi malý podíl bílých teček.

## Poddruh
- Euphydryas aurinia aurinia
- Euphydryas aurinia banghaasi (Seitz, 1908).
- Euphydryas aurinia barraguei (Betz, 1956)
- Euphydryas aurinia beckeri (Lederer, 1853)
- Euphydryas aurinia bulgarica (Fruhstorfer, 1916)
- Euphydryas aurinia debilis Oberthür, 1909
- Euphydryas aurinia ellisoni (Rungs, 1950)
- Euphydryas aurinia laeta (Christoph, 1893)
- Euphydryas aurinia provincialis (Boisduval, 1828)

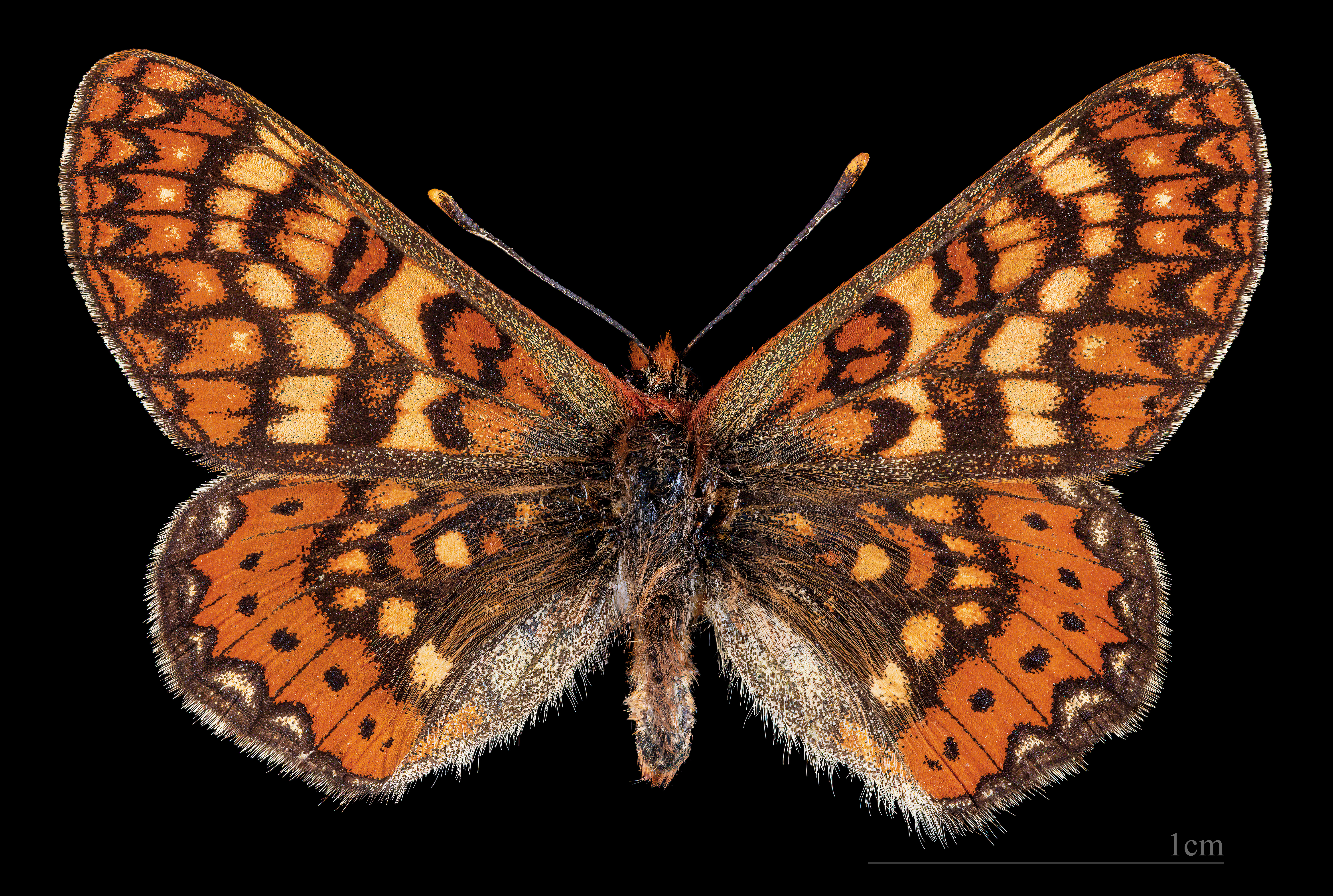
Euphydryas aurinia beckeri ♂
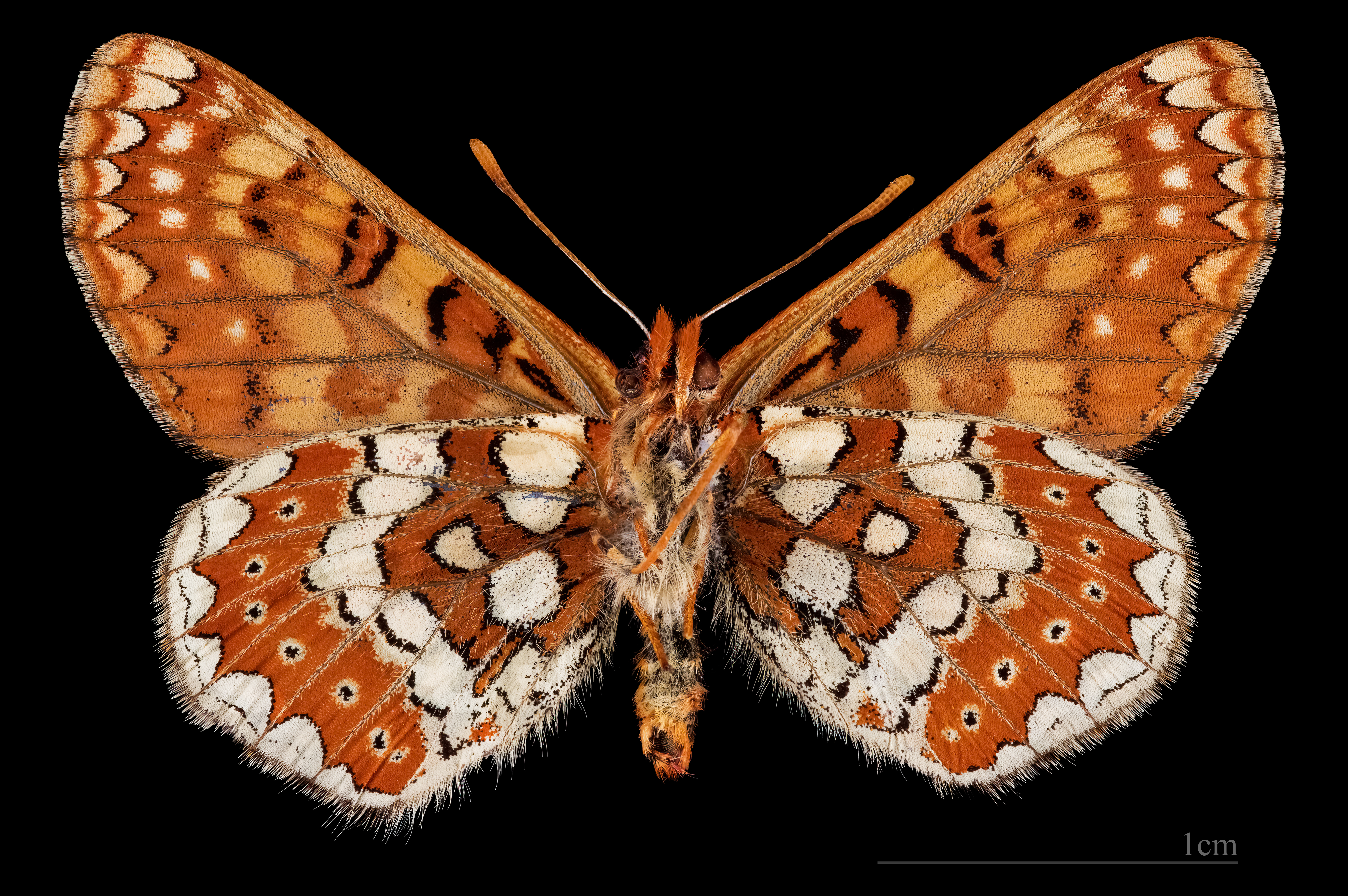
Euphydryas aurinia beckeri ♂  △
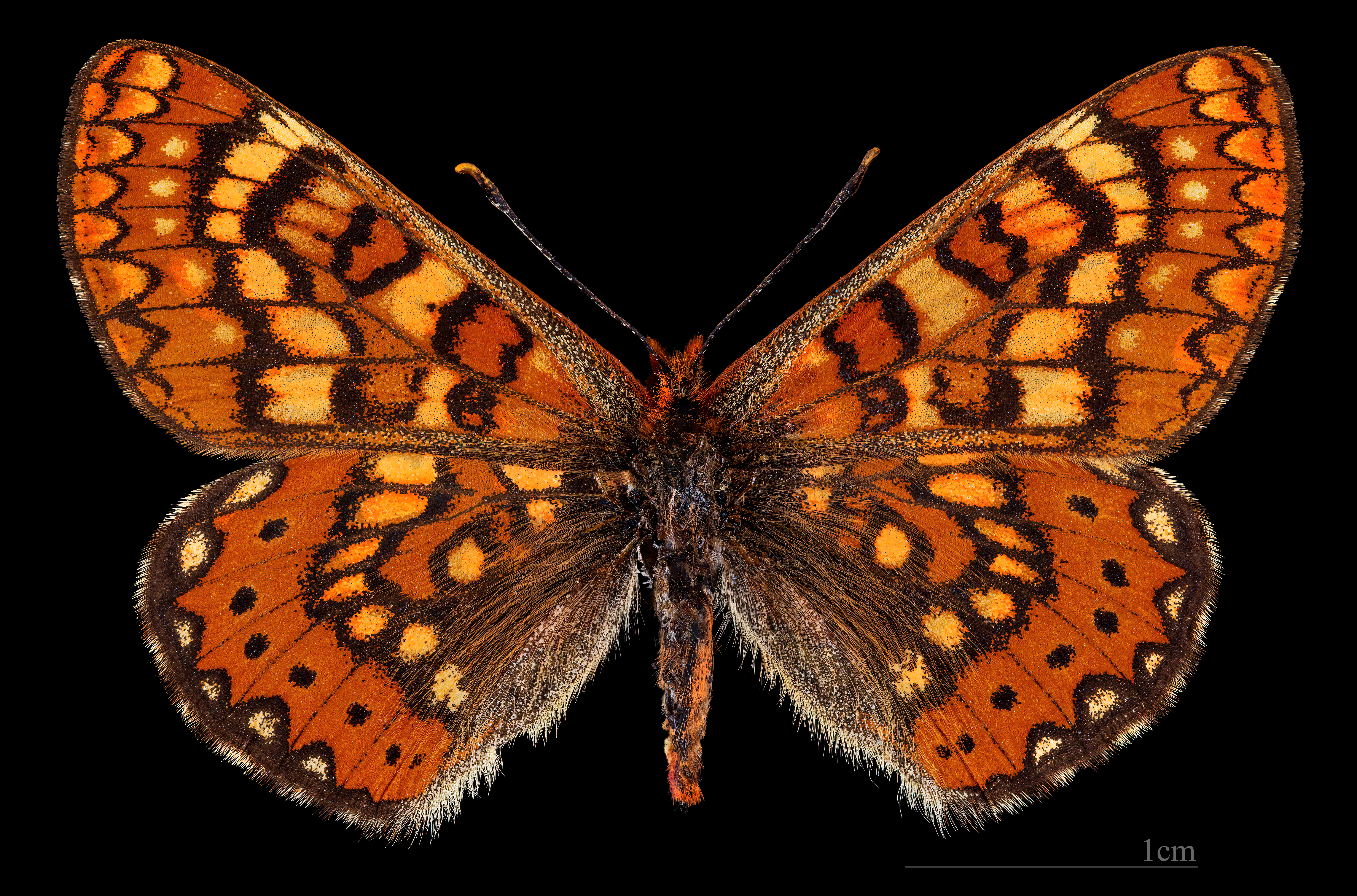
Euphydryas aurinia beckeri ♀
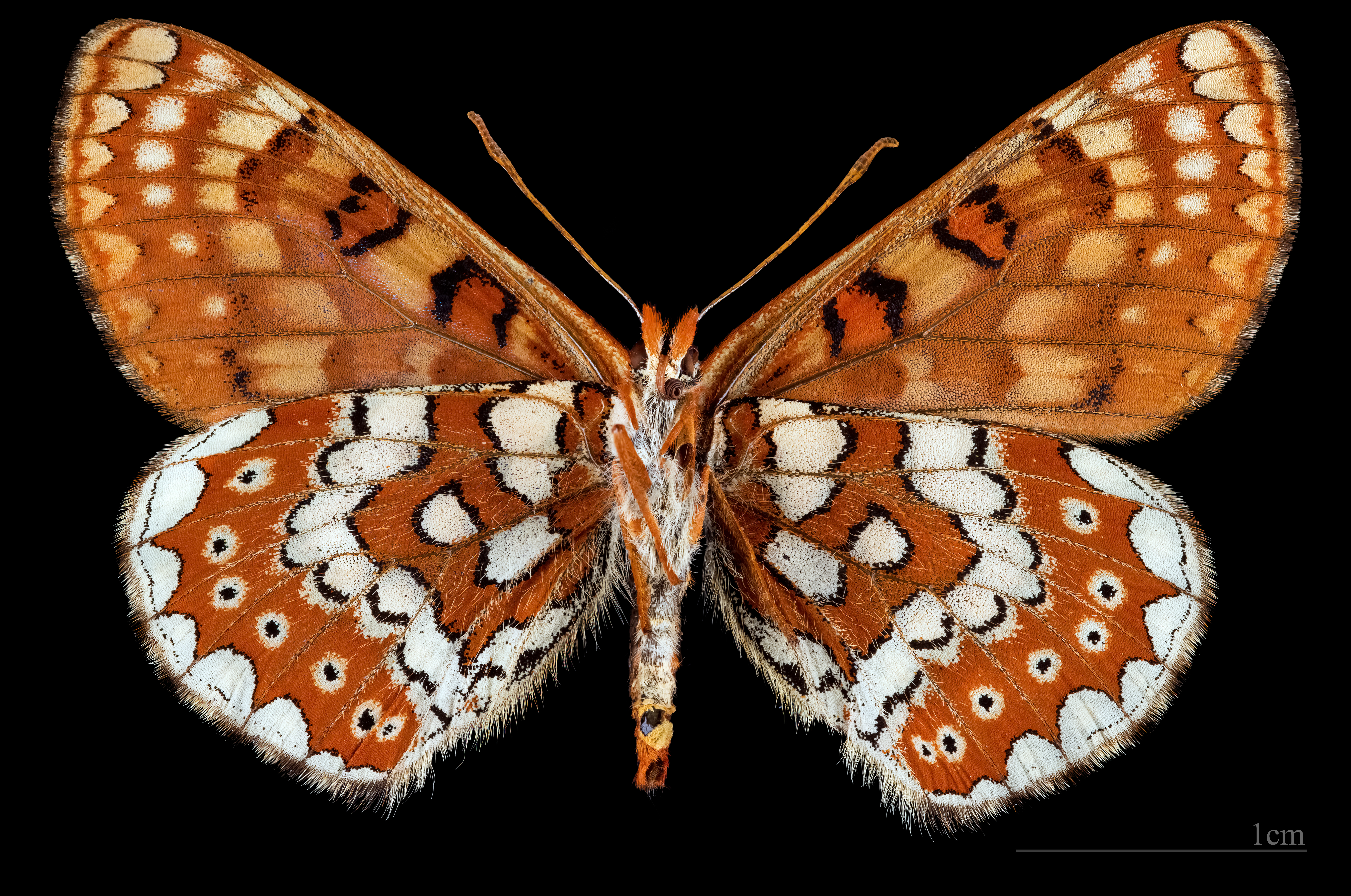
Euphydryas aurinia beckeri ♀ △

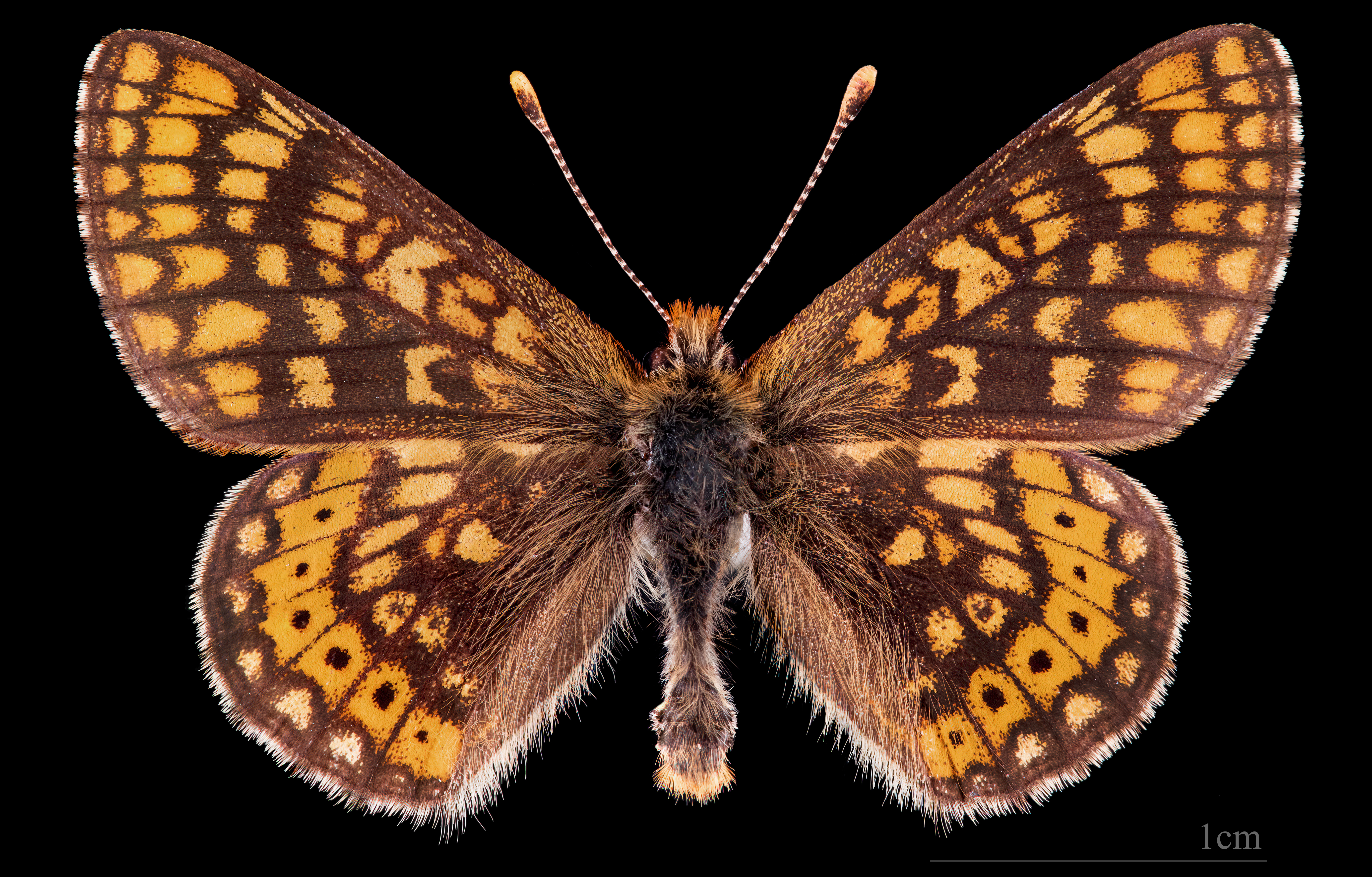
Euphydryas aurinia debilis ♂
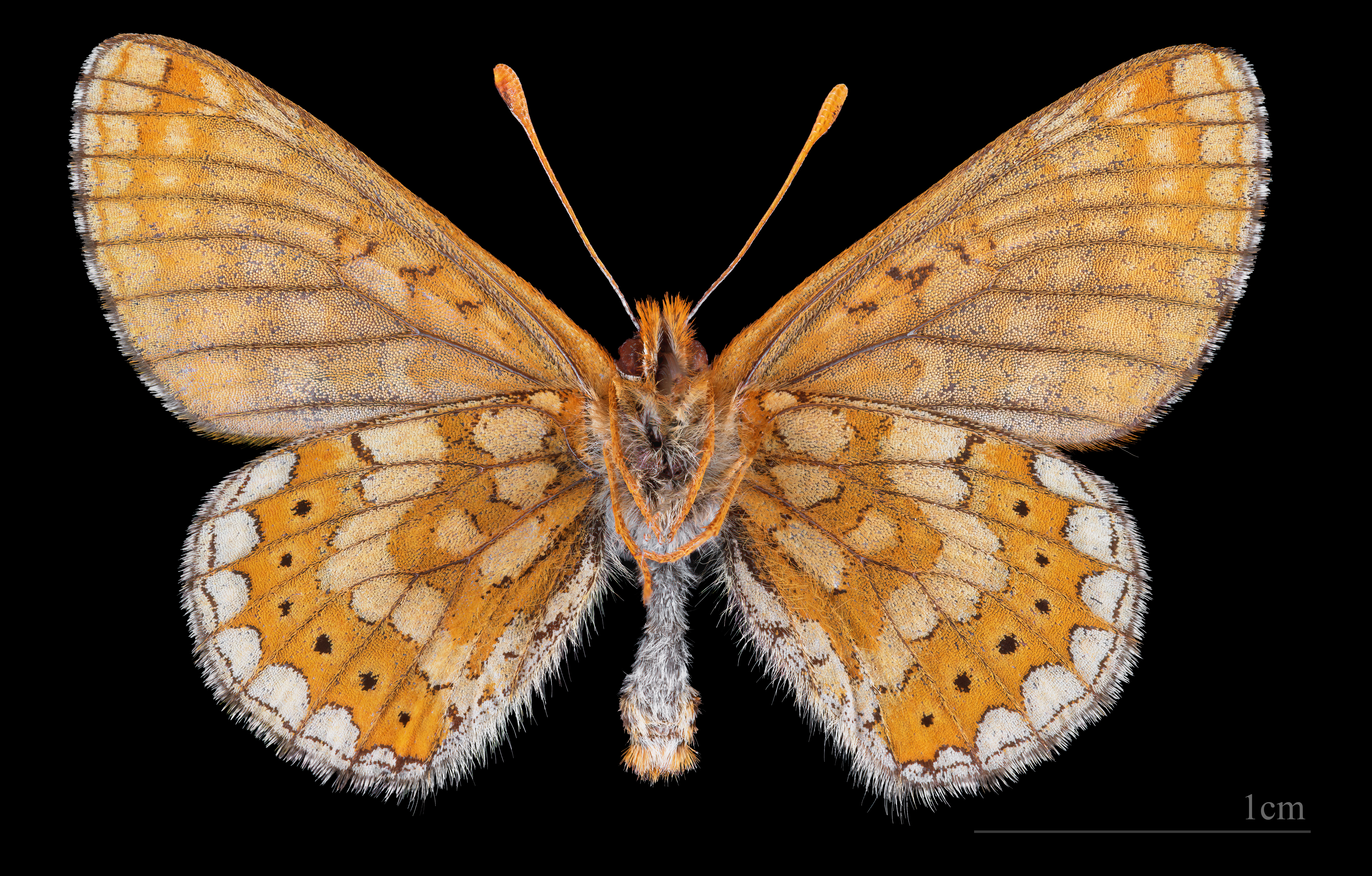
Euphydryas aurinia debilis ♂  △
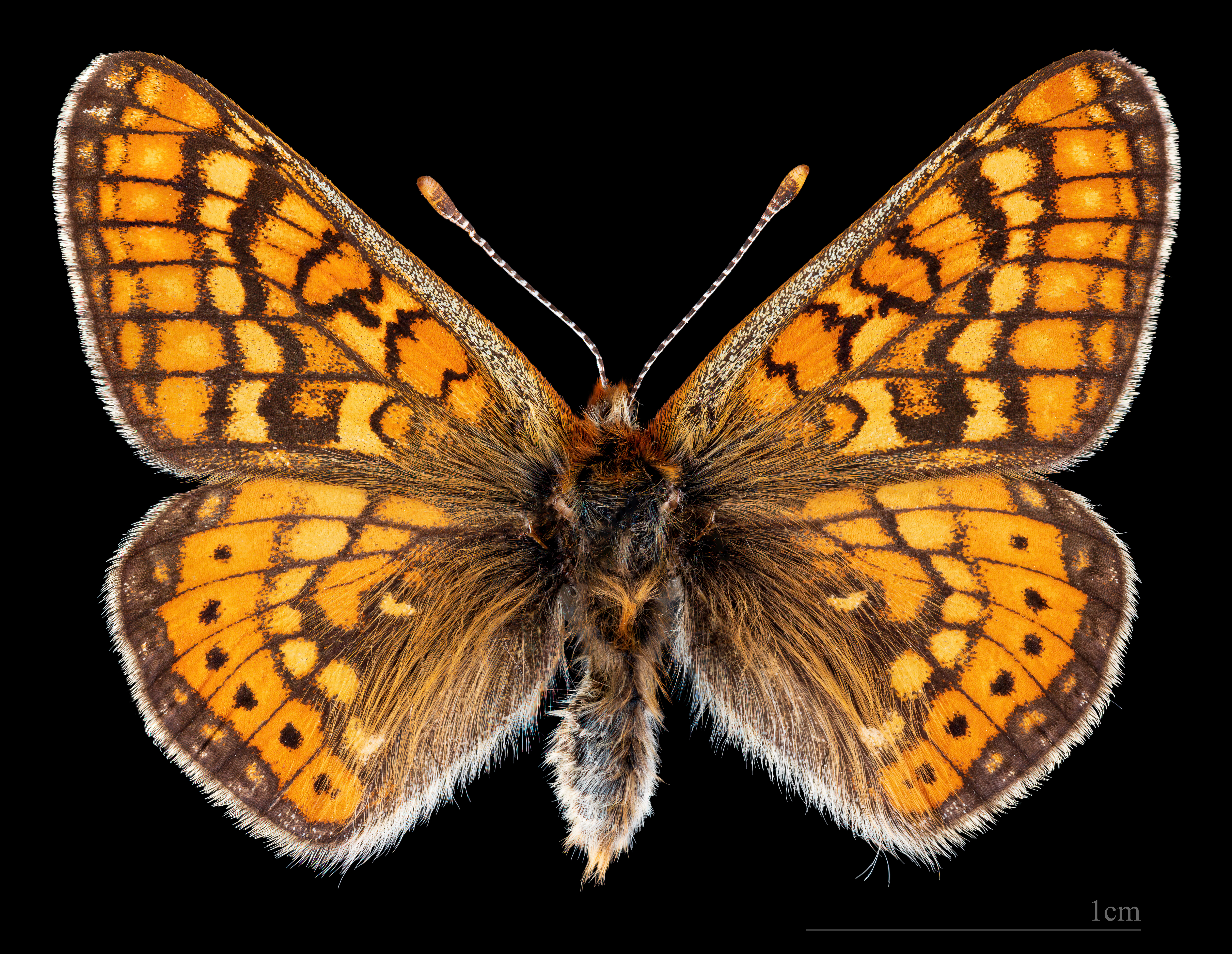
Euphydryas aurinia provincialis ♂
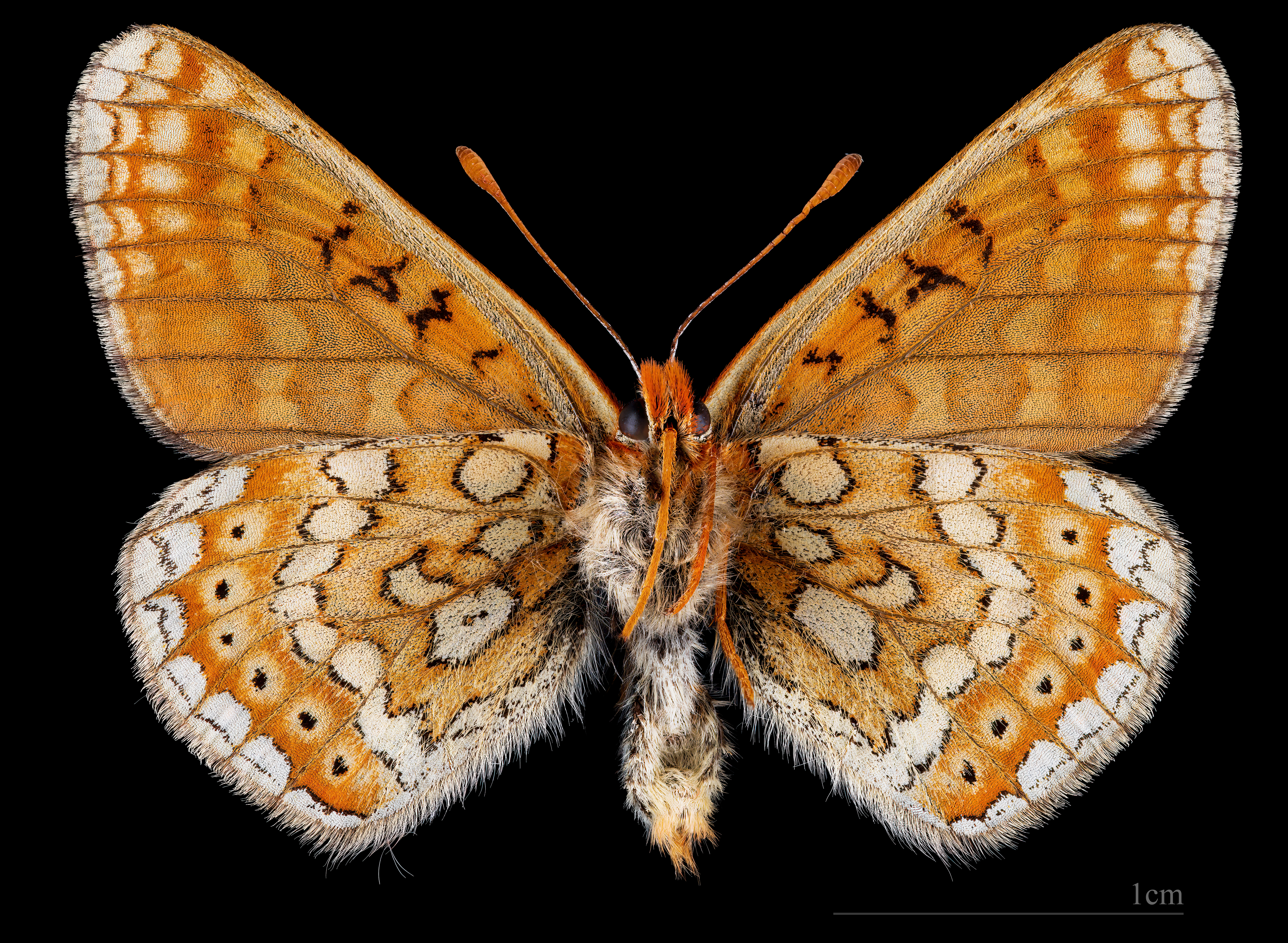
Euphydryas aurinia provincialis ♂ △